# Campeonato Alemán de Fútbol 1930
El Campeonato Alemán de Fútbol 1930 fue la 23.ª edición de dicho torneo. El campeón fue el Hertha BSC, que ganó el campeonato luego de perder cuatro finales consecutivas.

## Fase final

### Octavos de final
- Dresdner SC 8-1 VfB Königsberg
- Eintracht Frankfurt 1-0 VfL 06 Benrath
- FC Schalke 04 6-2 SV Arminia Hannover
- Hertha BSC 3-2 Beuthen 09
- Holstein Kiel 4-3 VfB Leipzig
- Sportfreunde Breslau 0-7 FC Núremberg
- SpVgg Fürth 4-1 Tennis Borussia Berlin
- Titania Stettin 2-4 SpVgg Koln/Sulz 07

### Cuartos de final
- Dresdner SC 5-4 SpVgg Fürth
- FC Núremberg 6-2 FC Schalke 04
- Holstein Kiel 4-2 Eintracht Fráncfort
- SpVgg Koln/Sulz 07 1-1 Hertha BSC

### Desempate
- Hertha BSC 8-1 SpVgg Koln/Sulz 07

### Semifinales
- Hertha BSC 6-3 FC Núremberg
- Holstein Kiel 2-0 Dresdner SC

### Final
- Hertha BSC 5-4 Holstein Kiel

|                              |
| Campeón Hertha BSC 1° título |